# Hauptschlussgenerator

Hauptschlusserregung (Selbsterregung)

Als Hauptschlussgenerator oder Reihenschlussgenerator wird die Bauweise eines elektrischen Generators bezeichnet, bei der der gesamte Ankerstrom (Hauptstrom) zur Erregung der Feldmagnete verwendet wird. Anker- und Feldwicklung sind also hintereinander (in Reihe) geschaltet.

## Geschichte

Prinzipdarstellung

Der erste Generator Siemens’, der nach dem dynamoelektrischen Prinzip arbeitet, war ein Hauptschlussgenerator.

## Definition
Der Hauptschlussgenerator kann sich wie der Nebenschlussgenerator selbst erregen. Seine Erregerwicklung ist zum Anker in Reihe geschaltet. Im Hauptschlussgenerator wird, solange keine Belastung (Leerlauf) am Generator ist und kein Erregerstrom fließt, die Spannung durch den Restmagnetismus (Remanenz) hervorgerufen. Wird der Generator jedoch belastet, steigt die Spannung.
Diese Generatoren werden in der Technik nicht häufig alleine angewandt, da ihre Spannung bei Belastung zunimmt. Es gibt jedoch eine Kombination aus Neben- und Hauptschlussgenerator, die Doppelschlussgenerator (Compound-Generator) genannt wird. Diese Generatorenart kann aber alleine als Generatorantrieb arbeiten, z. B. zum Bremsen.

## Nachteile
Nachteilig ist allerdings, dass die Spannung eines Hauptschlussgenerators sehr stark von der jeweiligen Belastung und damit von der Stromstärke abhängt. Bei offenem Stromkreis sinkt die Spannung auf null Volt ab, da der Stator nicht mehr vom Strom durchflossen wird. Wegen dieser Abhängigkeit der Klemmenspannung Uk von der Belastung werden Hauptschlussgeneratoren fast gar nicht mehr verwendet.